# Madalena Bobone
Madalena Bobone de Carvalho Campos Marques (Lisboa, 28 de Janeiro de 1975) é uma actriz portuguesa.

## Família
Filha de António Carlos Gonçalves e Carvalho (Lisboa, São Sebastião da Pedreira, 8 de Julho de 1947), jornalista e arcipreste da Igreja Católica Ortodoxa de Portugal, e de sua mulher (Peniche, Atouguia da Baleia, 18 de Maio de 1970) Maria Teresa Roma Bobone (Lisboa, São Sebastião da Pedreira, 18 de Janeiro de 1946), sobrinha paterna do 4.º Conde de Bobone. Tem um irmão mais velho, Rodrigo Bobone de Carvalho (15 de Janeiro de 1972), e dois irmãos e uma irmã mais novos, Diogo Bobone de Carvalho (6 de Setembro de 1973), Filipa Bobone de Carvalho (18 de Dezembro de 1976) e Bernardo Bobone de Carvalho (16 de Dezembro de 1982).

## Trabalhos
- Actriz convidada, Maria em Inspector Max, TVI 2004
- Elenco principal, Laura em Olá Pai!, TVI 2003
- Elenco principal, Lina em Anjo Selvagem, TVI 2001-2002
- Participação no telefilme Um Homem Não É um Gato, SIC 2001
- Participação especial, Estilista em Super Pai, TVI 2001
- Participação especial, em Ganância, SIC 2001
- Participação especial, Jornalista em Milionários à Força, RTP 2000
- Elenco adicional, Jenny em Ajuste de Contas, RTP 2000
- Participação especial, em Crianças S.O.S, TVI 2000
- Elenco adicional, Gabriela em Todo o Tempo do Mundo, TVI 2000
- Participação especial, em Nós os Ricos, RTP 1999
- Gravação da peça Não Se Pode Pensar em Tudo para a RTP, 1998

## Cinema
- Um Homem Não é um Gato, de Marie Brand, 2001
- Tráfico, de João Botelho, 1998

## Ensino
Tornou-se Professora de Expressão Artística.